# 鉤吻耳孔甲鯰
鈎吻耳孔甲鯰，為輻鰭魚綱鯰形目甲鯰科的其中一種，為溫帶淡水魚，分布於南美洲巴西Santa Catarina及Rio Grande do Sul沿岸淡水流域，體長可達3.1公分，棲息在底層水域，生活習性不明。

## 扩展阅读
維基物種上的相關：鈎吻耳孔甲鯰